# Rafael Zuviría
Rafael Dalmacio Zuviría Rodríguez (Santa Fe, Argentina; 10 de enero de 1951) es un exfutbolista argentino nacionalizado español. Jugaba en demarcaciones diversas como las de defensa y delantero, y su primer equipo fue Unión de Santa Fe. Su último club antes de retirarse fue Defensores de Belgrano.

## Trayectoria
Rafael Zuviría jugó en todas las posiciones exceptuando la de portero. En Argentina comenzó a jugar al fútbol en los potreros de Barrio Barranquitas y también en las cavas de Barrio Los Hornos. Se formó en las categorías inferiores de Unión de Santa Fe y debutó en 1969, jugando como extremo por cualquiera de las dos bandas. Con la rojiblanca jugó 30 partidos y marcó dos goles. Integró el ataque junto a otros dos delanteros que también jugaron en la liga española posteriormente: Roberto Martínez (en Espanyol y Real Madrid) y Héctor Scotta (en Sevilla).
Después del descenso de 1970 se fue a Argentinos Juniors (de 1971 a 1973) y de allí al fútbol español para defender la camiseta del Racing de Santander, donde brilló entre 1973 y 1977. Su primer partido de liga fue contra el Zaragoza el 2 de septiembre de 1973, con empate a uno.
En 1977 fue contratado por el Barcelona, donde disputó 119 partidos marcando 11 goles. Aunque no ganó ninguna liga en las cinco temporadas en las que permaneció en el club, sí consiguió dos copas del Rey y dos Recopas europeas, siendo considerado uno de los mejores futbolistas argentinos que jugaron en el Barça. Si bien llegó como extremo, jugó también de volante e incluso lo hizo como lateral derecho. En este equipo vivió los mejores momentos de su carrera, al jugar junto a ídolos de esa institución como Carles Rexach, Bernd Schuster, Johan Neeskens y Johan Cruyff.
En el Barça jugó 97 partidos, marcando 11 goles en competiciones oficiales: 33 partidos y 6 goles en la temporada 77/78, 25 partidos sin marcar goles en la 78/79, 26 partidos y 2 goles en la 79/80, 24 partidos y 1 gol en la 80/81, y 11 partidos y 2 goles en la 81/82 . Ganó la Copa del Rey en 1978 y 1981, y la Recopa de Europa en 1979 (marcando un gol clave ante el Anderlecht de Bélgica) y 1982.
Con la llegada de Diego Maradona al Barça, el entrenador Udo Lattek le comunicó a Zuviría que no contaba con él porque Maradona iba a compartir el mediocampo con Schuster y otros como Víctor Muñoz, Periko Alonso (padre de Xabi Alonso) o "Boquerón" Esteban. Él prefirió irse a Mallorca, donde militó entre 1982 y 1984.
Decidió volver a Argentina para actuar en Defensores de Belgrano entre 1985 y 1986, disputando 52 partidos y 3 goles. Allí le puso punto final a su carrera deportiva.
Después de colgar los botas vivió en Santa Fe, Santo Tomé y Carlos Paz, hasta que en 1998 decidió regresar a España. Actualmente está radicado en Comarruga, un pueblo ubicado cerca de Tarragona, donde es propietario de una distribuidora de vinos. A pesar de haber nacido en Argentina, está residiendo en España y también posee la nacionalidad de dicho país.

## Clubes
| Club                   | País      | Año       |
| ---------------------- | --------- | --------- |
| Unión de Santa Fe      | Argentina | 1969-1970 |
| Argentinos Juniors     | Argentina | 1971-1973 |
| Racing de Santander    | España    | 1973-1977 |
| Barcelona              | España    | 1977-1982 |
| Mallorca               | España    | 1982-1984 |
| Defensores de Belgrano | Argentina | 1985-1986 |

## Palmarés

### Torneos nacionales
| Título       | Club      | País   | Año  |
| ------------ | --------- | ------ | ---- |
| Copa del Rey | Barcelona | España | 1978 |
| Copa del Rey | Barcelona | España | 1981 |

### Torneos internacionales
| Título           | Club      | País      | Año  |
| ---------------- | --------- | --------- | ---- |
| Recopa de Europa | Barcelona | Basilea   | 1979 |
| Recopa de Europa | Barcelona | Barcelona | 1982 |